# Maria Pellegrina Amoretti
Maria Pellegrina Amoretti (Oneglia, 1º gennaio 1756 – Oneglia, 14 ottobre 1787) è stata una giurista italiana.
È ricordata per essere stata la terza donna laureata d'Italia dopo la veneziana Elena Lucrezia Cornaro (che, nata nel 1646 da padre di famiglia dogale, si addottorò a Padova in Filosofia il 25 giugno del 1678), e dopo la bolognese Laura Bassi (che, nata nel 1711, si addottorò nel 1732 in Scienze e Filosofia a Bologna e che fu anche la prima donna ad insegnare in una Università). Fine letterata e donna di profonda cultura, morì poco più che trentenne. È stata autrice di un trattato sul diritto delle doti dal titolo Tractatus de jure datium apud romanos.

## Biografia
Era la figlia di Francesco Amoretti e Maria Pietralata.
Nipote del letterato e scienziato Carlo Amoretti, a dodici anni parlava le due lingue classiche - latino e greco - e a quindici anni discuteva di filosofia e fisica; studiò giurisprudenza sui libri del fratello maggiore.
Nonostante l'indubbio valore, trovò notevole difficoltà nel laurearsi a causa della condizione femminile. Dopo essere stata rifiutata dall'Università di Torino, si laureò a ventuno anni in Ragion Civile (Iure utroque, Diritto) all'Università di Pavia il 25 gennaio 1777, riuscendo infine ad ottenere il riconoscimento legale del suo dottorato grazie ad una serie di tesi, una delle quali concerneva la figura di Beatrice d'Este. Riconoscimenti per il valore del suo dottorato furono un dottorale anello, una ricca ciarpa con incisa la frase Ob juri scientiam Academia Ticinensis dat libenter merito e una corona di lauro.
Il contemporaneo poeta Giuseppe Parini le dedicò l'ode La laurea (Per la laurea in ambe le leggi conferita nella R. Università di Pavia alla Signora Maria Pellegrina Amoretti d'Oneglia. Ode).
Una lapide commemorativa posta all'Università di Pavia ne riporta questa parte significativa:
Nel 1956 una seconda lapide fu posta, nello stesso luogo, dalla città di Imperia per ricordarne la figura.
Nel suo Prospetto biografico delle donne italiane, Ginevra Canonici Fachini la dipinge come una femminista ante litteram, propugnatrice dei diritti civili delle donne alle riunioni del Circolo Costituzionale di Milano.
Una via le è intitolata nel quartiere di Sampierdarena, a Genova. Oneglia le ha a sua volta intitolato la via che costeggia il lato settentrionale della Basilica di San Giovanni Battista; nel fianco della chiesa è stata murata.

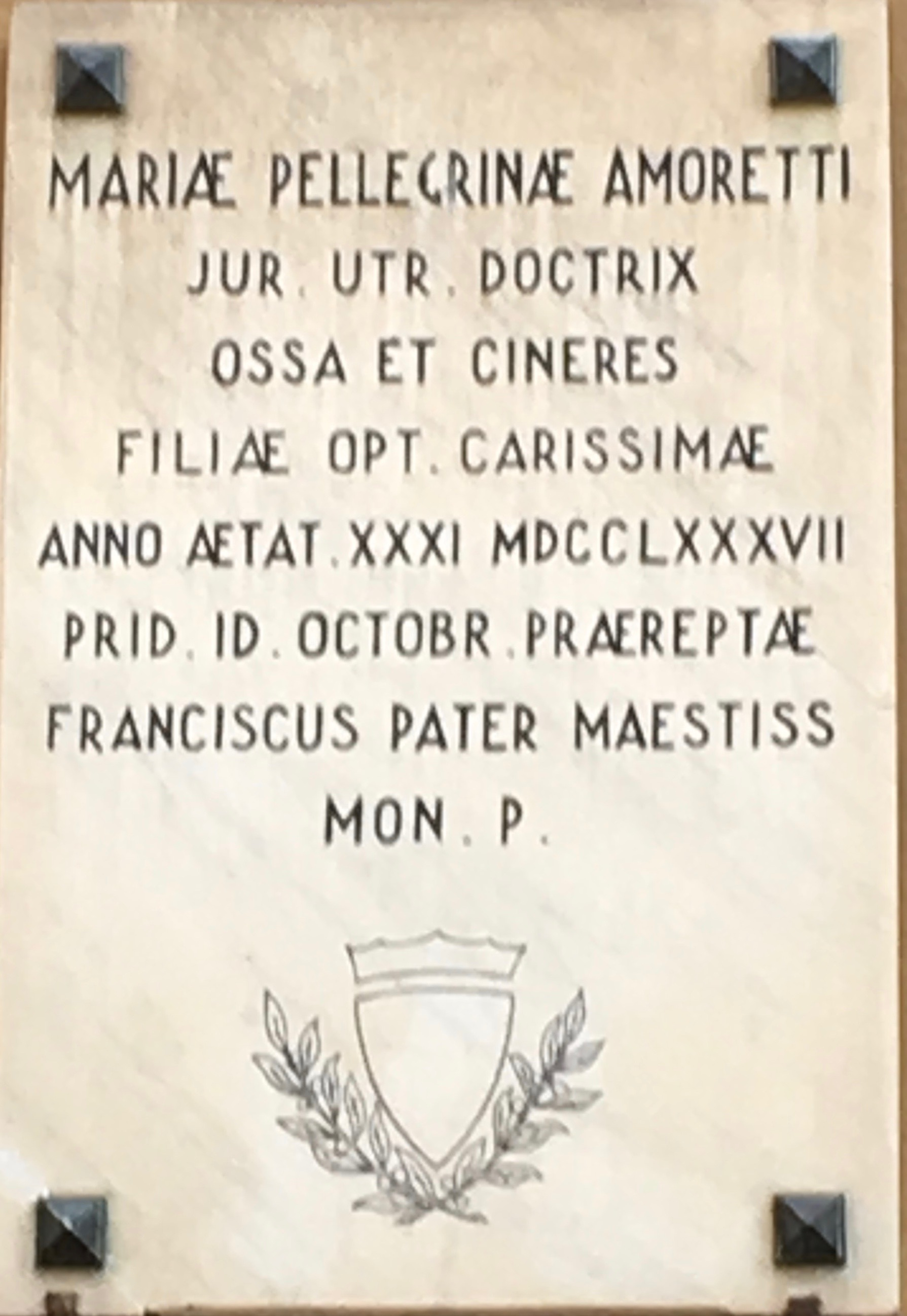
Lapide sepolcrale

L’epitaffio presenta un grave errore di concordanza nella seconda linea, che indica la data della morte nel 14 ottobre (nel calendario romano le Idi di ottobre cadevano il giorno 15): cosa importante, giacché in alcune voci enciclopediche la data stessa viene erroneamente indicata nel 12 novembre.